# Drawati
Drawati is een bestuurslaag in het regentschap Bandung van de provincie West-Java, Indonesië. Drawati telt 9856 inwoners (volkstelling 2010).